# فيليكس كابلان
فيليكس كابلان (بالإنجليزية: Felix Kaplan)‏ هو سياسي أمريكي، ولد في 17 مايو 1897، وتوفي في 5 يوليو 1989. انتخب عضو مجلس نواب مينيسوتا.